# L'Enfance du mal
Pour plus de détails, voir Fiche technique et Distribution.
L'Enfance du mal est un film français réalisé par Olivier Coussemacq, sorti en 2010.

## Synopsis
Céline, une adolescente de quinze ans dont la mère est en prison, s'installe en secret dans la remise d'un juge, Henry Van Eyck. Découverte, elle gagne la pitié du couple qui décide de l'héberger et s'attire leur sympathie en jouant la jeune fille modèle. Toutefois, manipulatrice, Céline n'a pas choisi la maison d'un juge au hasard et souhaite en fait piéger le couple afin d'aider sa mère.

## Fiche technique
- Réalisation : Olivier Coussemacq
- Scénario : Olivier Coussemacq
- Musique : Sarah Murcia
- Production : Nicolas Brevière
- Société de production : Ferris & Brockman, en association avec Cofinova 5
- Genre : drame, thriller
- Année : 2010
- Pays de production :  France
- Durée : 90 minutes
- Distributeur : K-Films Amérique (Québec)
- Sortie en salles le 12 mai 2010 en France, le 8 avril 2011 au Québec.

## Distribution
- Anaïs Demoustier : Céline
- Aurélia Petit : la mère de Céline

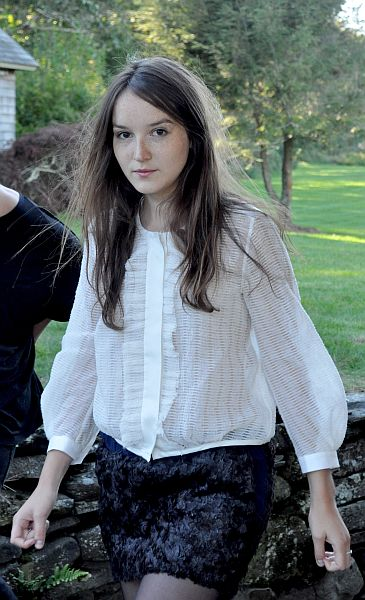
L'actrice principale Anais Demoustier, en octobre 2010, à New York.

- Ludmila Mikaël : Nathalie Van Eyck
- Pascal Greggory : Henry Van Eyck
- Sylvain Dieuaide : Romain
- Alexis Kavyrchine : le médecin
- Catherine Benguigui : la greffière
- Hassan Koubba : le serveur du snack
- Hubert Saint-Macary : l'avocat
- Jacky Lambert : l'homme agressé
- Jacques Nourdin : le juge pour enfants

## Distinctions
- 2005 : Film Lauréat de la Fondation Gan pour le Cinéma[1]